# Еталон ялицево-смерекового з домішкою бука насадження (Максимецьке лісництво)
Еталон ялицево-смерекового з домішкою бука насадження — ботанічна пам'ятка природи місцевого значення. Об'єкт розташований на території Надвірнянського району Івано-Франківської області, Максимецьке лісництво, квартал 23, виділ 11.
Площа — 2,0000 га, статус отриманий у 1972 році.